# Shaye al-Nafisah
Shaye Musa al-Nafisah (arabisch شايع موسى النفيسة, DMG Šāyiʿ Mūsā an-Nafīsa; * 20. März 1962 in al-Chardsch; † 15. Januar 2023 ebenda) war ein saudi-arabischer Fußballspieler.

## Karriere
Shaye al-Nafisah trat Mitte der 1970er Jahre dem al-Kawkab FC bei. Für den Golfpokal 1979 wurde er in den Kader der Saudi-arabischen Nationalmannschaft berufen, kam jedoch während des Turniers nicht zum Einsatz. In den folgenden Jahren wurde er Stammspieler in der Nationalmannschaft. Er nahm 1982 erneut am Golfpokal teil und gewann im gleichen Jahr mit der saudi-arabischen Auswahl Bronze bei den Asienspielen in Neu-Delhi. Im Jahr 1984 gehörte al-Nafisah zum saudi-arabischen Kader bei den Olympischen Spielen Los Angeles, nahm mit der Nationalmannschaft am Golfpokal sowie an der Asienmeisterschaft teil. Im Finale der Asienmeisterschaft erzielte al-Nafisah das 1:0 gegen China. Saudi-Arabien siegte am Ende 2:0 und wurde erstmals Asienmeister. Al-Nafisah erhielt infolgedessen unter anderem Angebote von al-Hilal oder al-Nassr FC, blieb jedoch bei seinem bisherigen Klub, um nahe bei seiner Familie zu sein. 1990 musste er sich aufgrund einer Knieverletzung einer Operation unterziehen. Bei seinem Comeback verletzte er sich am gleichen Knie erneut, woraufhin er seine Karriere beendete.